# Haplochromis squamulatus
Haplochromis squamulatus är en fiskart som beskrevs av Regan 1922. Haplochromis squamulatus ingår i släktet Haplochromis och familjen Cichlidae. IUCN kategoriserar arten globalt som otillräckligt studerad. Inga underarter finns listade i Catalogue of Life.